# Tortotubus
Tortotubus es un género de hongos terrestres extintos que vivieron desde el Ordovícico al Devónico. Son microfósiles de unos 200 a 250 μm filamentosos en forma de tubo lo que implica que son hifas de hongos. La morfología de estos hongos indica que eran descomponedores de materia orgánica.
Una afinidad fúngica se establece aún más por la presencia de esporas punteadas, lo que restringe sus afinidades a las algas y otros microorganismos. La estructura de la pared celular es similar a la de los hongos y es posible que se haya detectado quitina en las paredes.
En marzo de 2016, paleontólogos de la Universidad de Cambridge informaron encontrarar fósiles de Tortotubus en Gotland, Suecia que con 440 millones de años representan los fósiles más antiguos de una especie terrestre que se haya encontrado.
La forma de las hifas y esporas sugieren una relación estrecha con Glomeromycetes o también es posible que formen parte de esta clase.